# Remigius Eyssen
Heinrich Remigius (Remy) Eyssen (* 13. Oktober 1873 in Frankfurt am Main; † nach 1938) war ein deutscher Ingenieur und Industrieller.

## Leben
Geboren als Sohn des Frankfurter Fabrikanten Georg Eyssen und der Emma geb. Fries, studierte Remigius Eyssen nach dem Besuch des Realgymnasiums in Frankfurt 8 Semester Ingenieurwissenschaften an den Technischen Hochschulen Darmstadt und Berlin. In Darmstadt wurde er Mitglied des Corps Rhenania. Nach dem Studium war er zunächst zwei Jahre in verschiedenen Unternehmen tätig und diente dann als Einjährig-Freiwilliger im Großherzoglichen Leib-Dragoner-Regiment. 1900 trat er als Teilhaber in das elterliche Unternehmen, die Firma J. S. Fries Sohn, ein, das er ab 1910 in 6. Generation leitete. Fries Sohn war ein 1748 in Frankfurt als Eisengießerei gegründetes Unternehmen mit den Arbeitsgebieten Eisenkonstruktionen, Hebezeuge, Zentralheizungen und Apparatebau.
Eyssen war seit 1911 Mitglied der Industrie- und Handelskammer Frankfurt a. M.-Hanau sowie über viele Jahre Präsidialmitglied und Schatzmeister des Verbandes Mitteldeutscher Industrieller im Reichsverband der Deutschen Industrie. Im Ersten Weltkrieg war er an der Westfront Rittmeister der Landwehr-Kavallerie. Er war seit 1905 verheiratet mit Helene Fester, Tochter des Geheimen Justizrats Adolf Fester. Ihr Sohn Adolf Georg wurde 1906 geboren.
Zwischen 1935 und 1938 ermöglichte er dem späteren Schriftsteller Valentin Senger, in seinen Werken die Lehre als Technischer Zeichner zu beenden, nachdem dieser bei den Luftheizungswerken vorzeitig entlassen worden war.

## Auszeichnungen
- Eisernes Kreuz II. und I. Klasse
- Roter Adlerorden, für wirtschaftliche und soziale Tätigkeit, 1913